# Horaga osma
Horaga osma är en fjärilsart som beskrevs av Hans Fruhstorfer 1912. Horaga osma ingår i släktet Horaga och familjen juvelvingar. Inga underarter finns listade i Catalogue of Life.